# Osradio 104,8
OS-Radio 104,8 ist ein nicht-kommerzieller Bürgerrundfunksender in Osnabrück und seit dem 1. April 2002 auf Sendung. Er ging aus dem Offenen Kanal Osnabrück hervor, der am 18. Oktober 1996 als einer von 13 Radioprojekten für Bürgerradios den Betrieb aufnahm. Die Sendelizenz galt zunächst sieben Jahre und wurde 2009 bis zum 31. März 2014 verlängert. Im Frühjahr 2013 wurde die Lizenz bis zum 31. März 2021 verlängert und im Frühjahr 2020 bis zum Jahr 2031.
Nach dem niedersächsischen Landesmediengesetz (NMedienG) hat der Sender drei Hauptaufgaben: Aktuelle lokale Berichterstattung, offene Senderplätze für jedermann und die Vermittlung von Medienkompetenz durch Seminare und Ausbildung.

## Empfang
Das Sendegebiet umfasst die Stadt Osnabrück und den Landkreis Osnabrück mit einer Verbreitung von ca. 350.000 Einwohnern. In diesem Raum ist der Sender über Antenne auf der Frequenz 104,8 MHz, über Digitalkabel auf 122 MHz und seit dem 28. April 2025 auch über den DAB+-Kanal K8B zu empfangen. Zusätzlich werden im Internet ein Livestream und Podcasts angeboten. Zudem ist der Stream auch über die OS-Radio-App empfangbar.

## Programm
Das Programm beinhaltet Lokalnachrichten, Berichte, Reportagen, Interviews, Tipps und Service-Angebote mit Themen aus Politik, Wirtschaft, Sport, Kultur, Uni und Schule. Im Mittelpunkt stehen die drei Magazine „Startklar“ (6–10 Uhr), „OS-Radio Durch den Tag“ (10–14 Uhr) und „OS-Radio Am Nachmittag“ (14–18 Uhr).
Ein Teil des Programms wird von Redaktionsgruppen auf offenen Sendeplätzen produziert. Im Rahmen der rund 60 freien Sendeplätze haben sich feste Themen- und Teilnehmergruppen etabliert.

### Jugendradio
Für Kinder und Jugendliche ab 12 Jahren gibt es im Rahmen der Medienpädagogik die eigenständige Redaktionsgruppe „New in – junges Radio aus Osnabrück“, die wöchentlich montags ab 15:05 Uhr ihr Programm sendet. Betreut wird sie von einer Person, die ein freiwilliges Soziales Jahr Kultur beim Sender absolviert.

### Studentenradio
Mit dem Unifunk Osnabrück (UFO) pflegt osradio seit 1996 eine enge Partnerschaft. Der Unifunk ist eine studentische Initiative und eingetragener Verein, der von dem Studierendenparlament der Universität Osnabrück finanziell unterstützt wird. Er verfügt seit 1998 über ein eigenes Studio in der Mensa am Schlossgarten des Studentenwerks Osnabrück, nutzt aber weiter die technische Unterstützung von osradio. Seit 2007 hat der Unifunk vier einstündige Sendungen pro Woche. Damit ist er die aktivste Nutzergruppe von osradio und das aktivste Campusradio Niedersachsens. Ab dem November 2009 sendete außerdem einmal wöchentlich „Radio Out-Sight“ von Studierenden der Hochschule Osnabrück. Im Rahmen des Studiengangs Soziale Arbeit lief das Projekt für ein Jahr und behandelte das Thema Wohnungslosenhilfe in Osnabrück.

### Radio der aktiven Generation
„Zeitlos“ nennt sich die Redaktionsgruppe der über 50-Jährigen. Mit Unterstützung und Betreuung durch einen Mitarbeiter des Senders produzieren die Mitglieder dieses Team ein wöchentliches Programm, das auf die Wünsche und Vorlieben ihrer Generation zugeschnitten ist.

## Projektarbeit

### Funkflöhe
Das Projekt „Funkflöhe“ startete im Februar 2009 als Umweltmedienprodukt für Grundschüler. Das Ziel dieses auf zwei Jahre befristeten Projekts war es, den Kindern in Form eines „etwas anderen“ Sachkundeunterrichts ein altersgerechtes Verständnis für die Umwelt und Umweltprobleme zu vermitteln. Als Kommunikationsinstrument wird dafür das Medium Radio eingesetzt. Für das von mehreren Institutionen geförderte und kooperative Projekt haben sich inzwischen 13 Grundschulen angemeldet. Im Dezember 2009 wurde es von der UNESCO als eines der offiziellen Projekte der Weltdekade „Bildung für eine nachhaltige Entwicklung“ ausgezeichnet. Das Projekt „Funkflöhe“ hat mit Beginn des Jahres 2011 seinen Abschluss gefunden.

### RAUM OS – Umweltmedienprojekt
„RAUM OS“ Radio-Umweltreporter Osnabrück ist ein Pilotprojekt von osradio 104,8. Mit dem Projekt sollen neue Wege in der Umweltbildung begangen werden und Bildung für nachhaltige Entwicklung (BNE) im Bildungssystem Hauptschule verankert werden. Dazu recherchieren Hauptschüler zu Themen wie Energie, Transport und Entsorgung und setzen diese innerhalb einer „RAUM OS-AG“ an ihrer Schule für das Radio um. Das zweijährige Medienprojekt (Februar 2011 – Januar 2013) wird von der Deutschen Bundesstiftung Umwelt (DBU) und von der Niedersächsischen Bingo-Umweltstiftung finanziell gefördert.

## Frühere Mitarbeiter
- Oliver Rickwärtz
- Marc Engelhard
- Dennis Rohling